# Новая Юльба
Но́вая Юльба́ (тат. Яңа Җөлби) — деревня в Атнинском районе Республики Татарстан, в составе Большеатнинского сельского поселения.

## Этимология названия
Топоним произошел от татарского слова «яңа» (новый) и ойконима «Җөлби» (Юльба).

## География
Село находится в верховье реки Красная, в 10 км к юго-востоку от районного центра, села Большая Атня.

## История
Основание деревни Новая Юльба (также была известна под названиями Куюк, Мержан) относят к XVIII веку.
В сословном плане, вплоть до 1860-х годов жителей деревни причисляли к государственным крестьянам. Их основными занятиями в то время были земледелие, скотоводство, кирпичный, мельничный промыслы.
В «Списке населенных мест по сведениям 1859 года», изданном в 1866 году, населённый пункт упомянут как казённая деревня Куюк (Новая Юльба) 2-го стана Казанского уезда Казанской губернии. Располагалась при безымянном ручье, по левую сторону большого торгового тракта из Казани в Уржум, в 52 верстах от губернского города Казани и в 23 верстах от становой квартиры в заштатном городе Арске. В деревне в 84 дворах жили 651 человек (337 мужчин и 314 женщин). Была мечеть.
По сведениям из первоисточников, в начале XX века в деревне действовали мечеть, медресе.
Административно, до 1920 года деревня относилась к Казанскому уезду Казанской губернии, с 1920 года — к Арскому кантону, с 1930 года (с перерывом) — к Атнинскому (Тукаевскому) району Татарстана.

## Население
Динамика
По данным переписей, население деревни увеличивалось со 130 душ мужского пола в 1782 году до 901 человека в 1938 году. В последующие годы численность населения деревни уменьшалась и в 2015 году составила 79 человек.
Национальный состав
Согласно результатам переписи 2002 года, в национальной структуре населения села татары составляли 100% из 112 человек.

## Известные уроженцы
А. Х. Галиахметов (р. 1934) – бригадир Казанского моторостроительного производственного объединения, Герой Социалистического Труда.

## Религиозные объекты
Мечеть.